# 武汉卫生疗养院
武汉卫生疗养院是基督复临安息日会在中国武汉设立的一所医院，于1937年建成开业。该院同时也是基督复临安息日会的东湖教会所在地。
1935年，基督复临安息日会将原在上海卫生疗养院服务的米勒耳（Harry Willis Miller）调往武汉，在武昌东湖创办武汉卫生疗养院。卫生疗养院耗资25万银洋，其中10万银洋来自张学良的捐助，用于感谢此前米勒耳帮助他戒绝鸦片。
1938年10月日军占领武汉，米勒耳（Harry Willis Miller，1879－1977）和鲍先生（Allen Boynton，1901-1986）在武汉卫生疗养院设立难民区，庇护了2万难民半年之久，不许日军进入骚扰。直到1939年4月。